# Каллизия
Калли́зия (лат. Callisia) — род многолетних вечнозелёных травянистых растений семейства Коммелиновые. Характерны ползучие, реже прямостоячие стебли. Название рода происходит от слова греч. κάλλος, которое переводится как «красота».
Произрастают в субтропических и тропических областях Америки во влажных полутенистых местах, образуя густые дернины. Также распространены в Мексике, Южной Америке и на Антильских островах. В качестве комнатных растений наиболее часто выращивается каллизия элегантная и каллизия ползучая. Очень популярна каллизия душистая или золотой ус, её выращивают в качестве лекарственного растения.
Некоторые растения из рода каллизия могут вызвать аллергические реакции у домашних животных (особенно у кошек и собак), которые выражаются в зуде и покраснении кожи. Наиболее опасны в этом плане каллизия душистая и каллизия ползучая.

## Виды
По информации базы данных The Plant List, род включает 20 видов:
- Callisia ciliata Kunth
- Callisia cordifolia (Sw.) Andiers. & Woodson
- Callisia filiformis (M.Martens & Galeotti) D.R.Hunt
- Callisia fragrans (Lindl.) Woodson — Каллизия душистая, или Золотой ус
- Callisia gentlei Matuda
- Callisia gracilis (Kunth) D.R.Hunt
- Callisia graminea (Small) G.C.Tucker
- Callisia hintoniorum B.L.Turner
- Callisia insignis C.B.Clarke
- Callisia laui (D.R.Hunt) D.R.Hunt
- Callisia micrantha (Torr.) D.R.Hunt
- Callisia monandra (Sw.) Schult. & Schult.f.
- Callisia multiflora (M.Martens & Galeotti) Standl.
- Callisia navicularis (Ortgies) D.R.Hunt — Каллизия ладьевидная
- Callisia ornata (Small) G.C.Tucker
- Callisia repens (Jacq.) L. — Каллизия ползучая
- Callisia rosea (Vent.) D.R.Hunt
- Callisia soconuscensis Matuda
- Callisia tehuantepecana Matuda
- Callisia warszewicziana (Kunth & C.D.Bouché) D.R.Hunt